# بطولة العالم للدراجات على المضمار 1909
بطولة العالم للدراجات على المضمار 1909 هي الدورة ال17 من بطولة العالم للدراجات على المضمار، أجريت في كوبنهاغن، الدنمارك.

## النتائج النهائية
| المسابقة                              | ذهبية                          | فضية                 | برونزية           |
| ------------------------------------- | ------------------------------ | -------------------- | ----------------- |
| الرجال                                |                                |                      |                   |
| السرعة الفردية                        | فيكتور دوبري (FRA)             | غابرييل بولان (FRA)  | Walter Rütt (GER) |
| سباق مطاردة الدراجة النارية للهواة    | ليونارد ميريديث (GBR)          | Maurice Cuzin (FRA)  | جورج باتو (BEL)   |
| سباق مطاردة الدراجة النارية للمحترفين | Georges Parent (cyclist) (FRA) | Louis Darragon (FRA) | نات بتلر (USA)    |